# Stalita taenaria
Stalita taenaria là một loài nhện trong họ Dysderidae.
Loài này thuộc chi Stalita. Stalita taenaria được miêu tả năm 1847 bởi Schiødte.